# Ulva

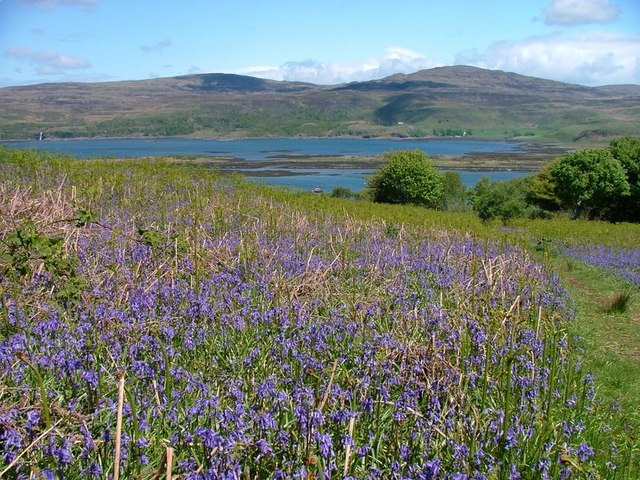
Fluraichean faisg air Ardalum, ann an Ulbha.

La Isla de Ulva (o simplemente Ulva; en gaélico escocés Ulbha) es un isla del archipiélago de las Hébridas Interiores, en la costa occidental de Escocia.